# Jürgen Nöldner
Jürgen Nöldner (ur. 22 lutego 1941 w Berlinie, zm. 21 listopada 2022 tamże) – niemiecki piłkarz występujący na pozycji pomocnika. Reprezentant Niemieckiej Republiki Demokratycznej.

## Kariera klubowa
Nöldner jako junior grał w zespołach Sparta Lichtenberg, BEWAG/Turbine Berlin i Vorwärts Berlin. W 1959 roku został włączony do pierwszej drużyny Vorwärts. W pierwszej lidze NRD zadebiutował 27 września 1959 w wygranym 3:1 meczu z Einheit Drezno, w którym strzelił też gola. W 1966 roku został wybrany piłkarzem roku w NRD. Wraz z Vorwärts pięć razy zdobył mistrzostwo NRD (1960, 1962, 1965, 1966, 1969), a także raz Puchar NRD (1970). W 1971 roku klub przeniósł się do Frankfurtu nad Odrą i zmienił nazwę na Vorwärts Frankfurt/Oder. W 1973 roku Nöldner zakończył tam karierę.

## Kariera reprezentacyjna
W reprezentacji NRD Nöldner zadebiutował 10 lipca 1960 w przegranym 0:2 towarzyskim meczu z Bułgarią. 30 października 1960 w wygranym 5:1 towarzyskim pojedynku z Finlandią strzelił pierwsze dwa gole w kadrze. W 1964 roku był członkiem reprezentacji, która zdobyła brązowy medal na letnich igrzyskach olimpijskich.
W latach 1960–1969 w drużynie narodowej rozegrał 30 spotkań i zdobył 16 bramek.